# Ivan Lepušić
Ivan Lepušić (Zagreb, 10. ožujka 1855. – Apatovac kod Križevaca, 25. kolovoza 1906.), hrvatski je pjesnik i književnik. 
Po završetku učiteljske škole službuje najprije u Bosni i Hercegovini, a zatim u Hrvatskoj: Virje, Glogovnica i Apatovec, gdje ostaje do kraja života. Pisao je basne, crtice, pripovijetke, drame. Objavio je četrnaest knjiga proze i zbirku pjesama "Pjesnička povijest". 

## Poznatija djela
- Pjesnička povijest - zbirka pjesama
- Sto izvrsnih basana
- Majčin amanet
- Slike iz Bosne
- Propast bosanskog kraljevstva
- Bosanke

Godine 1909. u Apatovcu Braća Hrvatskog zmaja postavljaju mu spomen-ploču. Kulturno-umjetničko društvo toga sela nosi njegovo ime.